# حاسوب متوازي هائل
حاسوب متوازي هائل هو نظام حاسوبي بذاكرة موزعة يتكون من عدة عقد فردية. كل عقدة هي في الأساس حاسوب مستقل بحد ذاته، ويتكون من معالج واحد على الأقل وذاكرة خاصة به ومرتبط بشبكة التي تربط كافة العقد. مثل هذه الأنظمة الحاسوبية لديه العديد من الوحدات الحسابية المستقلة أو المعالجات التي تعمل بشكل متواز. الوصف الهائل يعني ضمنا المئات إن لم تكن الآلاف من هذه الوحدات. تتواصل العقد فيما بينها عبر الرسائل التي تمرر وذلك باستخدام MPI.
صمم هذا النظام ليخدم عدد هائل من العمليات بسرعة كبيرة من خلال استخدام تقنية التوازي الكثيف وهو عبارة عن ربط عدد كبير من المعالجات على التوازي قد يصل عددها إلى 13384 معالج ويطلق عليها اسم «عناصر المعالجة» أو (Processing Elements)، ويتم الربط بطريقة مصفوفة مربعة.
تتم المعالجة ضمن المصفوفة بشكل تسلسلي على مستوى السطر الواحد في المصفوفة، وبشكل تفرعي على مستوى الأعمدة، وهناك متحكم خاص مسؤول عن عملية قيادة مصفوفة المعالجات وتوزيع الأعمال فيما بينها.

## في نظام الأعداد الصحيحة
يمكن لنظام الأعداد الصحيحة (Integer Numbers) القيام ب 6553 مليون عملية جمع في الثانية الواحدة (MOPS: Million Operations Per Second) و MOPS1861 عملية ضرب.

## نظام أعداد الفاصلة العائمة (Floating Point Numbers)
يمكن لهذا النظام القيام ب 430 مليون عملية جمع في الثانية الواحدة (MOPS: Million Operations Per Second) و 216 MOPS عملية ضرب.
كما تم تطوير هذه التقنية وزاد الأداء بشكل كبير.
وكمثال على هذه الأنظمة نذكر النوع Hitachi's SR2201 Super Computer الذي ينقسم إلى نوعين:
- Compact : تسعة عشر مليار عملية فاصلة عائمة في الثانية ويتكون من 8 إلى 64 معالجاً.
- High-End : ستمئة مليار عملية فاصلة عائمة في الثانية.

يستخدم هذا الأخير رقاقات RISC عالية الجودة، كما يترواح عدد المعالجات في المصفوفة من 32 إلى 2048 معالجاً.
يستخدم SR2201 متحكماً شبكياً خاصاً (Crossbar Switch Network Arrangement) لإدارة الاتصالات بين مصفوفة المعالجات بشكل سريع.
كما تم تطوير نظام تشغيل من Mach 3.0 بنواة صغرية متوافقة مع HPF(High Performance Fortran)لكتابة البرامج التفرعية للتعامل مع هذا النوع من المعالجات.

## الميزات والمواصفات
1. تستخدم الرقاقة RISC في هذا المعالج لزيادة الأداء بين المعالجات للقيام بعدد هائل من التعليمات بسرعة كبيرة.
2. النقل بواسطة تقنية (Pipelines) لجلب المعاملات مباشرة من الذاكرة الرئيسية وتجاوز ذاكرة التخزين المؤقت (Cache)، بدون تعطيل تنفيذ التعليمات التفرعية اللاحقة.
3. تقترب من تنفيذ أعقد العمليات الحسابية ذات الفاصلة العائمة.
4. تقسيم التعليمة إلى 8 مراحل ينفذ كل منها بمعزل عن الآخر بمعالج منفصل، ويشرف على عملية التقسيم رقاقة متخصصة.
5. - 3d Crossbar Switch Network : المبدل ثلاثي الأبعاد ويعني توفير اتصال عالي السرعة بين كل معالجين (عنصري معالجة) على حدة وبكلفة أقل من استخدام متحكم خاص لكل معالجين وبأداء أفضل.

الفرق بين أنظمة ((Symmetric Multi-Processing (SMP) وأنظمة MPP هو أن الأول يستخدم عدة معالجات تستخدم نفس الذاكرة RAM ، بينما MPP كل معالج له ذاكرة على حدة.